# Hanaoka-Tagebau
Der Hanaoka-Tagebau (japanisch 花岡鉱山 Hanaoka Kōzan) war ein Tagebau mit großen Vorkommen an „Schwarzerz“ (Sphalerit und Bleiglanz – eine Mischung aus Zink, Blei, Gold, Silber und anderen Edelmetallen), gelegen im Norden der japanischen Hauptinsel Honshū im Dorf Hanaoka, Distrikt Kitaakita, Präfektur Akita. Das Gebiet ist heute Teil der Stadt Ōdate.

## Geschichte
Der Bergbaubetrieb begann 1885, wobei der Tagebau unter der Kontrolle von Kajima gumi, der späteren Kajima Corporation, stand. In den 1960er und 1970er Jahren wurden durch den Einsatz neuer Technologien neue Lagerstätten entdeckt und ausgebeutet, bevor der Tagebau 1994 als nicht mehr rentabel galt und der Betrieb eingestellt wurde.
Dowa Holdings und mehrere ihrer Tochterunternehmen kontrollieren heute den Standort und betreiben verschiedene Abfallmanagement-, Recycling-, Deponie- und Bodengewinnungsprojekte. Am Standort wird auch Asche gelagert, die mit radioaktivem Cäsium kontaminiert ist, das durch die Verbrennung von Trümmern der Nuklearkatastrophe von Fukushima entstanden ist.

### Kriegsgefangenenlager Hanaoka
Während des Zweiten Weltkriegs wurde am 1. Dezember 1944 im Hanaoka-Tagebau ein Kriegsgefangenenlager eingerichtet. Zu den Gefangenen gehörten Niederländer, die in Niederländisch-Indien gefangen genommen wurden, sowie viele Amerikaner und Australier nach Mitte Mai 1945. Die Zivilisten im Lager wurden nach der Schlacht von Wake gefangen genommen und waren Überlebende des Woosung-Kriegsgefangenenlagers in der Nähe von Shanghai. Sie wurden auf der Nitta Maru zu den Kawasaki-Werften Tokio 2D und 5B in Yokohama gebracht, bevor sie nach Hanaoka verlegt wurden. Ebenso kamen viele Amerikaner aus Kriegsgefangenenlagern in Taiwan auf der Melbourne Maru nach Hanaoka, während die Australier vorher im Kriegsgefangenenlager Naoetsu in der Präfektur Niigata gewesen waren. Unter Verletzung der Genfer Konvention wurden diese alliierten Kriegsgefangenen der Fujita-gumi Construction Company als Zwangsarbeiter zugeteilt. Trotz der gefährlichen Arbeitsbedingungen starben im Lager nur sechs Häftlinge. Einer wurde getötet, als er von einem Fass mit Lebensmitteln und Hilfsgütern zerquetscht wurde, das von einem amerikanischen Flugzeug auf das Lager abgeworfen wurde. Das Lager mit seinen verbliebenen 245 amerikanischen und 45 australischen Kriegsgefangenen wurde am 15. September 1945 befreit.

### Der so bezeichnete Hanaoka-Zwischenfall
Ab August 1944 wurden während des Zweiten Weltkriegs 986 chinesische Arbeiter, die von der kaiserlichen japanischen Armee zwangsrekrutiert wurden, nach Japan gebracht und dem Hanaoka-Tagebau zum Bau eines Wasserkanals zugeteilt. Wegen der unmenschlichen Bedingungen, der unzureichenden Ernährung und der ausbleibenden versprochenen finanziellen Entschädigung kam es am 30. Juni 1945 zu einem Aufstand der Arbeiter. Fünf der japanischen Aufseher wurden getötet, und 113 chinesische Arbeiter wurden von der japanischen Polizei und dem japanischen Militär bei der Unterdrückung des Aufstands getötet. Im Oktober 1945 leiteten die amerikanischen Besatzungsbehörden eine Untersuchung des Vorfalls ein und stellten fest, dass 418 chinesische Arbeiter (einschließlich der 113, die bei dem Aufstand gestorben waren) in Hanaoka umgekommen waren, ein weit höherer Prozentsatz als in anderen Zwangsarbeitslagern in Japan. Drei der Kajima-gumi-Aufseher wurden Kriegsverbrechen der Klassen B und C für schuldig befunden und zum Tode verurteilt, ein weiterer wurde zu lebenslanger Haft und zwei japanische Polizisten zu 20 Jahren Haft verurteilt. Kajima errichtete ein Denkmal für die chinesischen Arbeiter, die im Oktober 1949 in einem lokalen buddhistischen Tempel umgekommen waren, und die Überreste wurden von 1953 bis 1964 nach China zurückgeführt.
Am 22. Dezember 1984 veröffentlichte eine Gruppe von Überlebenden einen offenen Brief, in dem sie von der Kajima Corporation eine öffentliche Entschuldigung, die Einrichtung eines Gedenkmuseums und eine finanzielle Kompensation forderten. Kajima reagierte positiv auf die ersten beiden Anträge, aber als die Verhandlungen über die Entschädigungsfrage scheiterten, reichte eine Gruppe von Überlebenden und Angehörigen zusammen mit japanischen Aktivistenanwälten am 28. Juni 1995 eine Klage beim Bezirksgericht Tokio ein, die insgesamt 60,5 Millionen Yen als Entschädigung forderte. Das Gericht wies die Klage mit der Begründung ab, dass die Verjährungsfrist überschritten sei. Gegen dieses Urteil wurde beim Obergericht Tokio am 12. Dezember 1995 Berufung eingelegt. Es folgten zunehmend erbitterte Anhörungen, bei denen die chinesische Regierung die Forderungen ständig eskalierte, bis ein Kompromissvorschlag des Obergerichts Tokio in Höhe von 500 Millionen Yen für die Überlebenden und ihre Angehörigen am 31. Mai 2000 von der Rotkreuzgesellschaft Chinas im Namen der Angeklagten angenommen wurde. Die endgültige Einigung erfolgte durch Kajima bis zum 29. November 2000. Das Urteil wurde in der Presse als Präzedenzfall bezeichnet für zukünftige Schadensersatzansprüche gegen japanische Unternehmen für die Kriegsgräuel, begangen von ihren Rechtsvorgängern.